# Skarkos

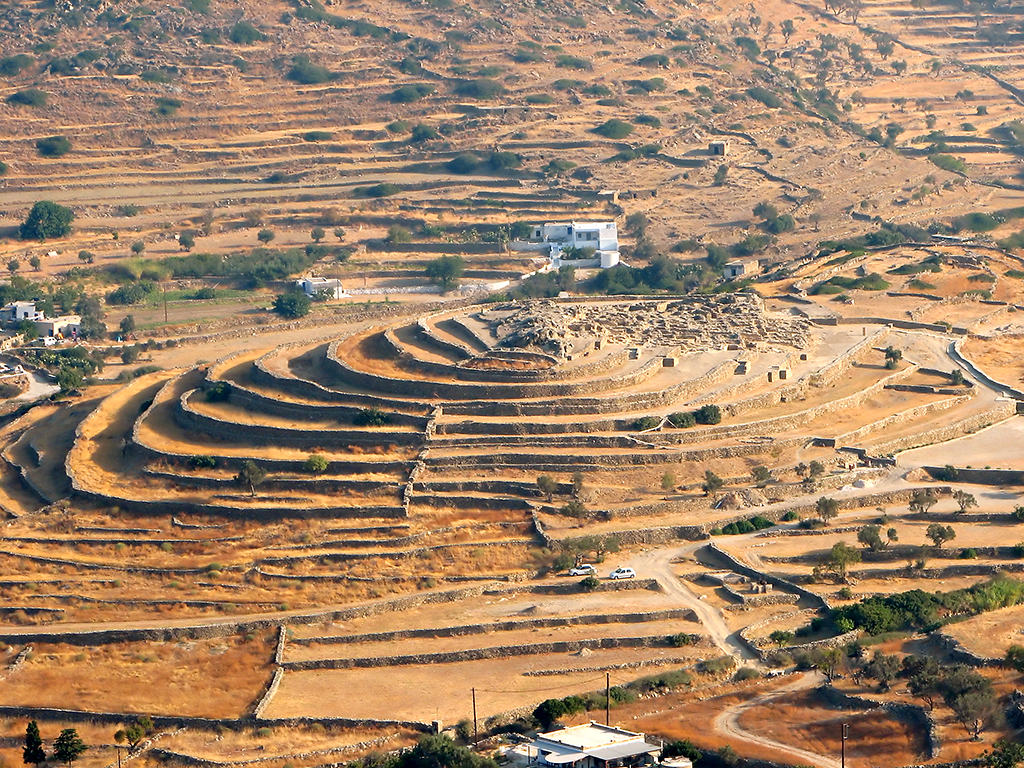
Yacimiento de Skarkos.

El yacimiento de Skarkos (en griego, Σκάρκος) está situado en la  colina de Kambos, la zona más fértil de la isla griega de Ios, en las Cícladas, aproximadamente un kilómetro al noreste del puerto.

## Excavaciones
De 1986 a 1995 un yacimiento de la Edad del Bronce que data de alrededor del 2700 al 2400/2300 a. C. estuvo bajo la dirección arqueológica de Marisa Marthari. El asentamiento se extiende más de 1,1 hectáreas y sigue siendo el más grande y mejor conservado de la cultura Keros-Siros perteneciente a la Civilización cicládica y fue habitada por 200 a 300 personas. Por vez primera los complejos de casas fueron expuestos con la conjetura que sugiere que el asentamiento como resultado de un desastre, probablemente un terremoto, fue abandonado.
Skarkos está construido en terrazas que siguen el relieve natural de la colina. El edificio residencial rectangular de piedra consta de una planta baja, una planta alta y un patio cerrado. Se conserva a una altura de 3-4 m. El sistema de planificación de Skarkos es comparable con el yacimiento de Poliochni en la isla de Lemnos datado en el comienzo del tercer milenio. Se crearon espacios públicos y calles con una anchura de 1-2 m. Las funciones de las casas y la situación económica de la sociedad pudieron ser rastreadas gracias a la arquitectura y los numerosos pequeños hallazgos de alfarería, herramientas y huesos de animales. Los hallazgos de piedras de molino, fogones, huesos de animales de ganado ovino y caprino y caracoles explican que las actividades que se relacionan con la preparación de alimentos se llevaron a cabo en la planta baja de las casas y en los patios.

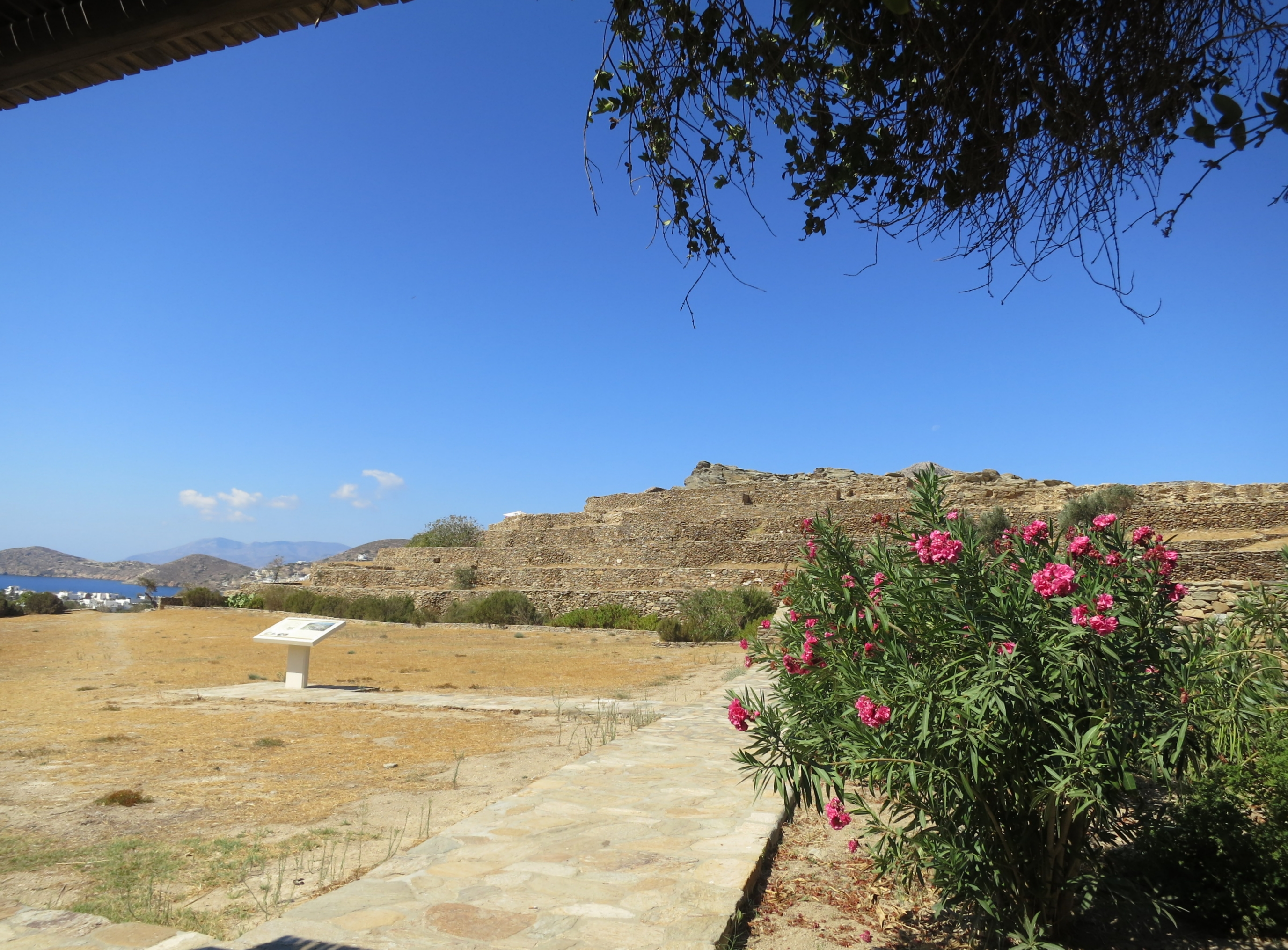
Yacimiento de Skarkos.

La sala y las habitaciones de almacenamiento de la cerámica y los bienes se encuentran en el piso de arriba. Numerosos pithoi con una altura de 1 a 1,30 m se usaron para el almacenamiento de grano y también apuntan a la práctica de una agricultura intensiva en los alrededores. Aparte de la agricultura, la ganadería, la pesca y el comercio trabajaron la obsidiana y los metales. Se detectaron acumulaciones de reducciones de obsidiana en una habitación del primer piso y esto por lo tanto se interpretó como un taller. Las denominadas marcas de cerámica indican el comercio especializado y el trueque.
Las herramientas de piedra para la producción de vasos de mármol, figuras y tallas de hueso y de procesamiento de metal también se han encontrado en el asentamiento. El uso de morteros para el pulverizado del azul (azurita) y pigmentos rojos para cosméticos y decoración de estatuas de mármol es notable. El pigmento azul fue encontrado en los tubos de hueso. Sellos de arcilla indican el control de la producción agrícola y la organización de la distribución. La posesión de este tipo de sellos de arcilla indica la prosperidad económica y la diferenciación social en la comunidad.
Muchos de los hallazgos de este yacimiento se exponen en el Museo Arqueológico de Íos.

## Premio
La excelente excavación del yacimiento arqueológico de Skarkos fue Premio Europeo de Patrimonio Cultural (Premio Unión Europea de Patrimonio Cultural / Premios Europa Nostra), debido a:

La extraordinaria calidad de los trabajos de conservación, sobre todo debido a las intervenciones mínimas y muy sensibles que no afectan el paisaje único